# Ломикамінь аїзоподібний
Ломикамінь аїзоподібний або ломикамінь аїзовидний (Saxifraga aizoides L.) — розгалужена багаторічна трав'яниста рослина родини ломикаменеві (Saxifragaceae) з численними сланкими надземними пагонами, що вкорінюються. Має арктичне, субарктичне, гірське і передгірне поширення; є кормом для козиці

## Опис
Має 5–15 см завдовжки листяні, не квітучі стебла і, зазвичай, розгалужені, квітконоси 15–25 см завдовжки. Поширюється короткими кореневищами, що утворюють невеликі колонії. Списоподібної форми листки переважно темно-зелені, досить м'ясисті, злегка сплющені, загострені, 0,5–3,0 см завдовжки. Суцвіття 2–15-квіткові, іноді поодинокі квіти. Квітки з п'ятьма чашолистками і пелюстками. Жовті або світло-помаранчеві (іноді яскраво-червоні) пелюстки 3–6 мм завдовжки. Період цвітіння з червня по вересень.

## Поширення
Поширений у Північній Америці, в тому числі на Алясці, у Канаді, а саме район Великих озер, у Ґренландії та Європі. Доходить до 3150 метрів висоти в Піренеях, Альпах, Карпатах, Балканах і Апеннінах й до західного Сибіру. Росте у вологих місцях і берегами річок, в основному на вапняку.

## Вид в Україні
Наявний на Чорногорі (ур. Ґаджина) й Чивчинах (г. Гнєтєса). Адміністративні регіони: Івано-Франківська та Чернівецька області. Природоохоронний статус виду: зникаючий. Вид трапляється на вологих скелях і на стрімких кам'янистих берегах потоків: на висоті 1300 у Чивчинських горах і 1550—1600 м н.р.м. на Чорногорі. Приурочений до кам'янистого слабокислого субстрату з включеннями кальцитів. Чорногірська популяція розташована на території Карпатського національного природного парку.

## Галерея

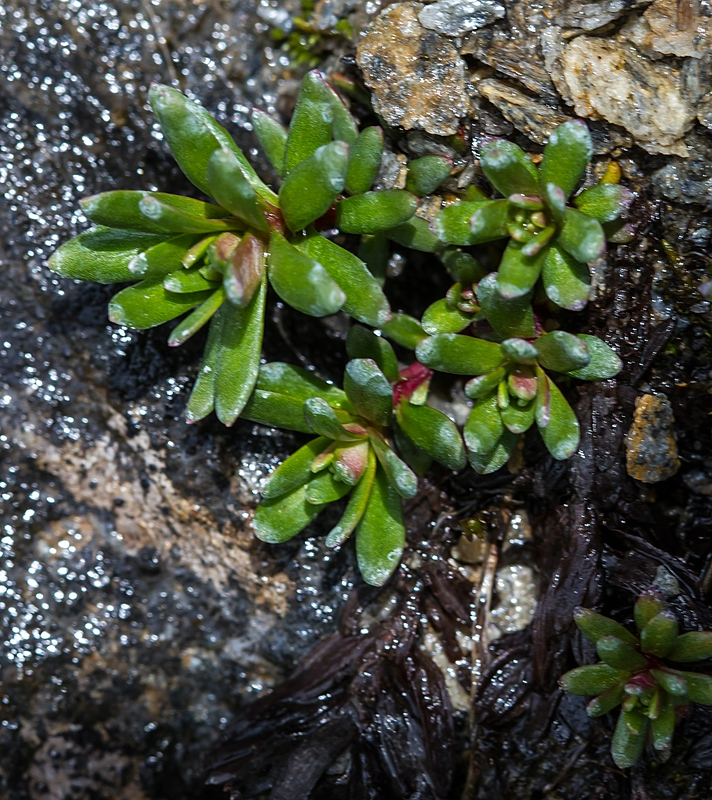
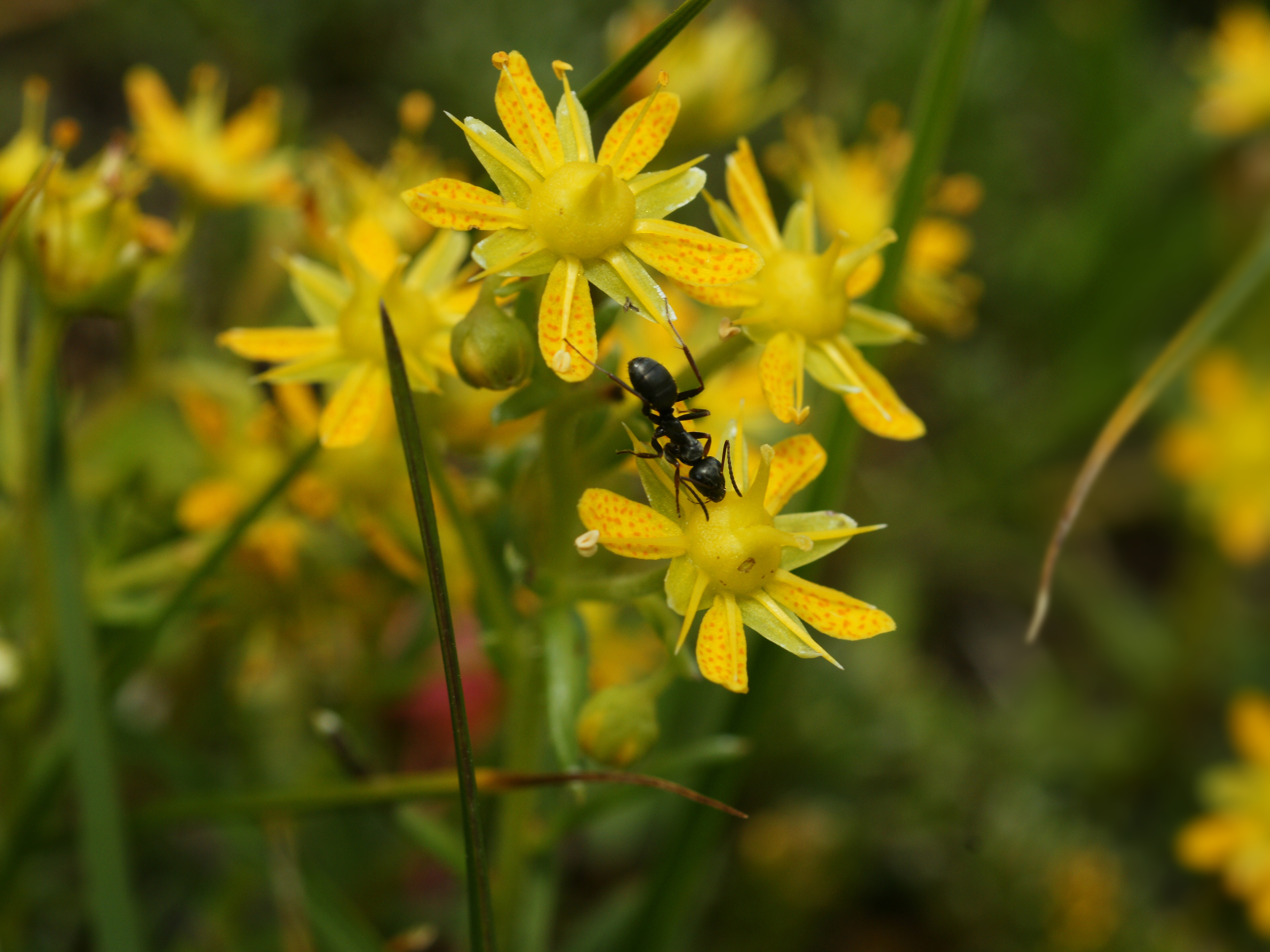
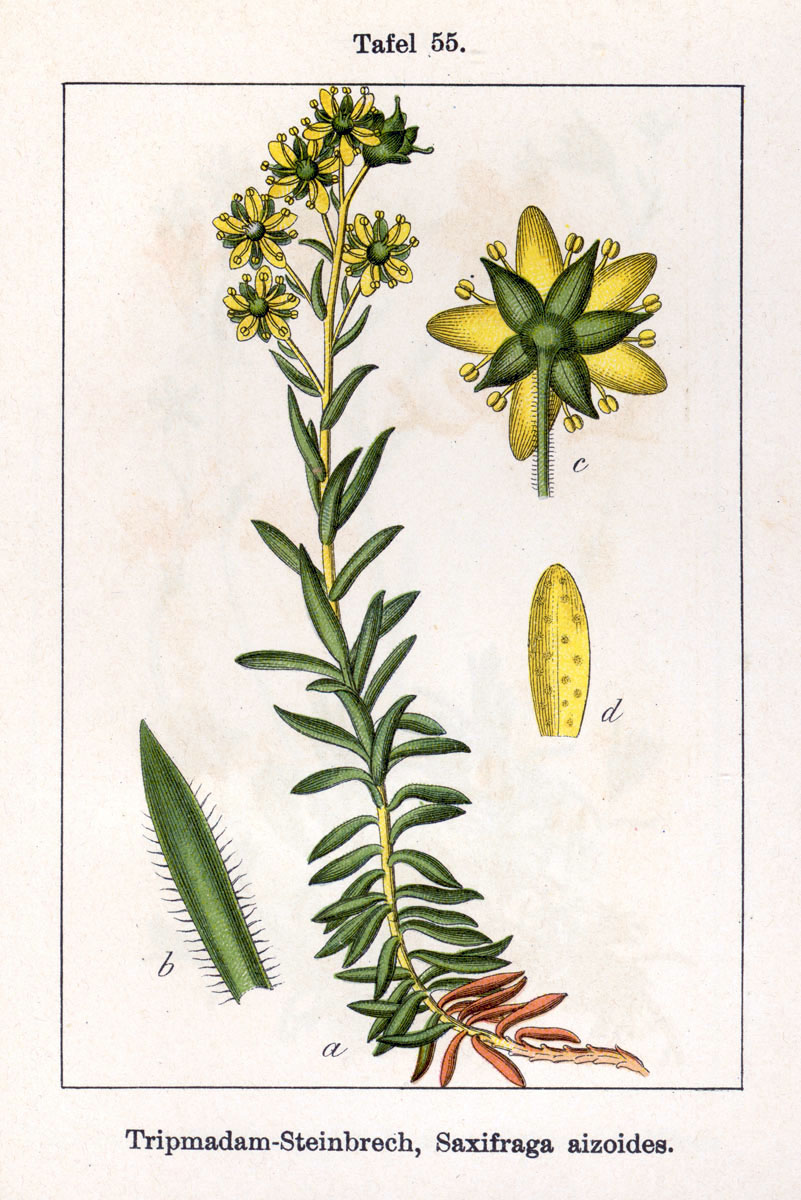
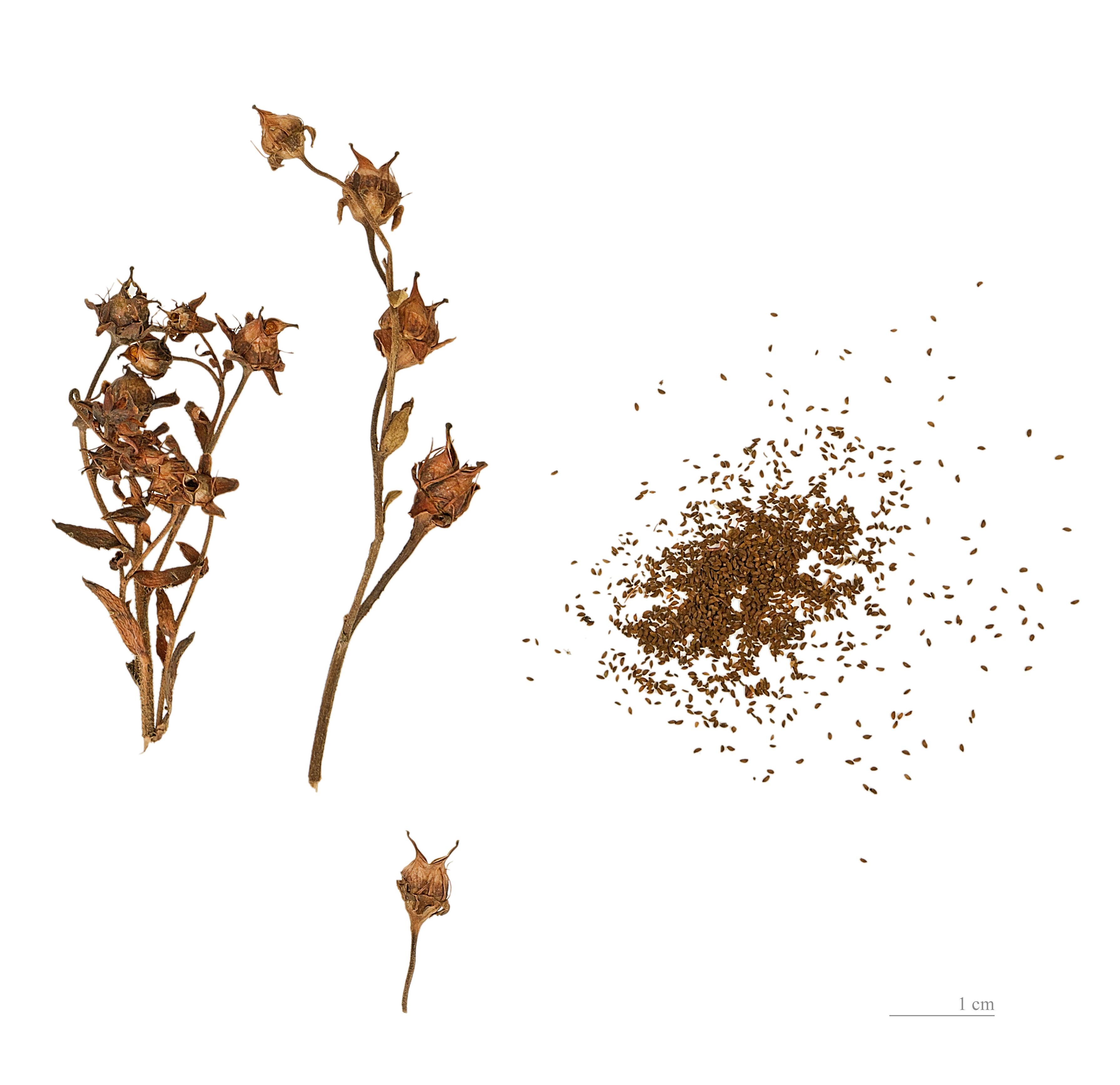